# Hegyi törpepapagáj
A hegyi törpepapagáj (Agapornis taranta), korábban Taranta törpepapagáj, a madarak osztályának a papagájalakúak (Psittaciformes) rendjébe, ezen belül a szakállaspapagáj-félék (Psittaculidae) családjába tartozó faj.

## Megjelenése

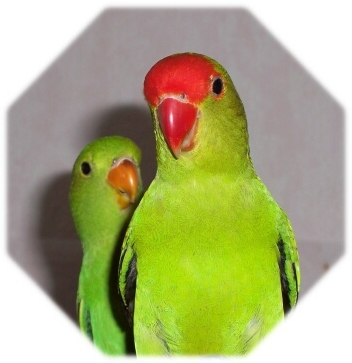
A tojó és a hím

Testhossza 16 centiméter. A hím homloka, a kantárja, a szemgyűrűje vörös. Háta zöld, a szárnyfedői, a kézevezői sötétbarnák, a karevezők zöldek. A farka zöld, a tollak csúcsa előtt fekete keresztsáv látható, a hasa zöld. Az írisze barna, a csőre sötétvörös, a lába szürke. A tojón a fej vöröse hiányzik, a szemgyűrű almazöld. A fiókák a tojóra hasonlítanak. A fiatal hímek fejecskéjén az első néhány vörös toll már a 3-4 hónapos korban megjelenik. A teljes kiszínesedés 8-10 hónapos korban következik be. Hívóhangja éles cirrt-cerrk vagy kri-kri-krik. Néha éjjel is csicseregnek.

## Elterjedése
Etiópia hegyein 1500–3000 méter magasságban él. 8–10 fős csapatokban tanyáznak, s kerülik az emberi településeket.

## Életmódja
Tápláléka magokból, rügyekből és levelekből áll.

## Szaporodása
Fészekanyag gyanánt szívesen használ száraz leveleket, fűzfakérget, amelyeket a nyak-, a fartő- és a szárnytollai között szállítja fészekhelyére. A fészekalja 3–6 tojásból áll, a költési idő 24 nap, a fészkelési idő 6–7 hét.